# SN 2010ej
SN 2010ej – supernowa typu IIb odkryta 15 czerwca 2010 roku w galaktyce A141357+3132. W momencie odkrycia miała maksymalną jasność 19,20m.